# Craig Reiff
Craig Reiff (ur. 27 sierpnia 1991 roku w Friedrichshafen) – niemiecki kierowca wyścigowy.

## Kariera
Reiff rozpoczął karierę w wyścigach samochodowych w 2008 roku od startów w klasie narodowej Brytyjskiej Formuły 3, gdzie raz stawał na podium. Z dorobkiem 51 punktów uplasował się tam na ósmej pozycji w klasyfikacji generalnej. W 2010 roku pojawił się w stawce Północnoeuropejskiego Pucharu Formuły Renault 2.0 oraz Europejskiego Pucharu Formuły Renault 2.0. Zajął w nich odpowiednio 31. i 24. miejsce.

## Statystyki
| Sezon | Seria                                         | Zespół                      | Wyścigi | Zwycięstwa | PP | NO | Podium | Punkty | Pozycja |
| ----- | --------------------------------------------- | --------------------------- | ------- | ---------- | -- | -- | ------ | ------ | ------- |
| 2008  | Brytyjska Formuła 3                           | Nexa Racing                 | 11      | 0          | 0  | 0  | 1      | 51     | 8       |
| 2010  | Europejski Puchar Formuły Renault 2.0         | Interwetten.com Junior Team | 4       | 0          | 0  | 0  | 0      | 1      | 24      |
| 2010  | Północnoeuropejski Puchar Formuły Renault 2.0 | Interwetten.com Junior Team | 2       | 0          | 0  | 0  | 0      | 5      | 31      |